# Sphaerocaryum
Sphaerocaryum es un género monotípico de plantas herbáceas de la familia de las gramíneas o poáceas.Incluye solo una especie, Sphaerocaryum malaccense, nativa de Asia.

## Descripción
Es una planta anual; estolonífera, decumbente. Culmos de 5–15 cm de altura; herbácea. Nudos de los culmos pilosos; e  internudos huecos. Hojas no basalmente agregadas; no auriculadas. Láminas foliares ovadas; anchas, o angostas; de 3–10 mm de ancho (pequeña pero relativamente ancha, tipo Commelina); cordada (amplexicaule); vainas cruzadas poco marcadas; persistente. Lígula pilosa.
Reproducción bisexual, con espiguitas bisexuales; y flores hermafroditas.
Inflorescencia sin pseudoespiqquillas; paniculada; abierta; espatada. 
Espiguillas femeninas fértiles; morfológicamente ‘convencionales’; 0,8–1,4 mm de largo; no apreciablemente comprimidas; caen con las glumas (pero éstas son con frecuencia caducas). Raquilla terminada por una flor femenina fértil. El callo de pelo está ausente.

## Citología
Cromosomas de número de base, x = 10. 2n = 20

## Fitogeografía
India a sudeste de China, Formosa, Península Malaya, Banka. Helofítica a mesofítica.